# Wieselburg
Wieselburg là một thị xã trong bang Niederösterreich, Áo.